# Kgagodi

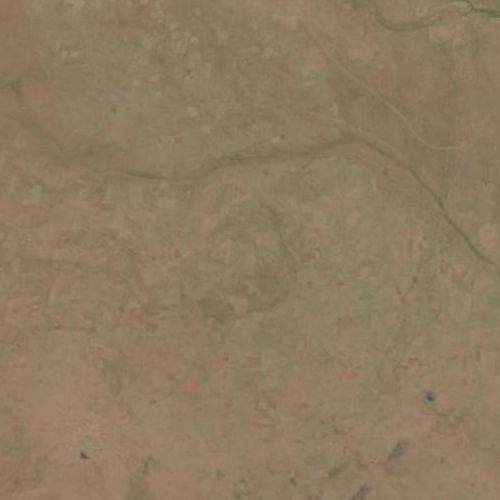
Satellitenaufnahme des Kgagodi (2004)

Kgagodi [kxaxodi] ist ein Einschlagkrater in Botswana im südlichen Afrika.

## Entdeckung und Lage
Der Einschlagkrater von Kgagodi befindet sich südlich des Dorfes Kgagodi im Central District. Der Krater erregte erstmals 1997 Aufmerksamkeit, als eine Wasserbohrung auf eine elliptisch geformte, mit Sedimenten gefüllte Struktur stieß. Der Geologische Dienst von Botswana entnahm daraufhin eine Bohrkernprobe aus einer Tiefe von 274 Metern, die darauf hindeutete, dass es sich um eine Einschlagstruktur handeln könnte. Kurz darauf wurden Impaktbrekzien entdeckt, was Kgagodi eindeutig als Einschlagkrater bestätigte. Es gilt als die erste anerkannte Einschlagstruktur in der Region der Kalahari-Wüste im südlichen Afrika.

## Struktur und Entstehung
Der Krater hat einen Durchmesser von etwa 3,5 km. Er wird in die späte Kreidezeit bis frühe Tertiärzeit datiert. Es handelt sich um eine einfache, schüsselförmige Struktur, die unter Sedimenten begraben liegt und keine auffällige Oberflächenform aufweist. Seine Entstehung ging mit extremen Drücken einher, die Stoßwellen erzeugten, welche das Zielmaterial durchdrangen – ein schneller Prozess, der in der Regel innerhalb von Minuten abgeschlossen ist. Die Analyse von aeromagnetischen Daten ergab eine gleichmäßige magnetische Signatur über dem Becken, was auf eine junge Sedimentfüllung hinweist, und identifizierte zwei sich kreuzende Lineamente. Die Geologie des Beckens legt nahe, dass es sich um einen Schnittpunkt zweier Verwerfungen handeln könnte; die flache Beckenfüllung besteht aus wenig widerstandsfähigen Materialien, bei denen es sich möglicherweise um gesättigte Sedimente handelt – ein Hinweis auf ein gutes Grundwasserpotenzial.